# Titania (musikgrupp)
Titania är ett svenskt prog-rock/punkband med stadgarna från Göteborg som startades runt 2002.
Bandets sångare Calle Lundh var även gitarrist i Angriff och Varg. Han leder även på egen hand Blodsband, Silverwings och Tears of god. Han var samt medlem i Anfall, Elden och Roadrage. Bandet avvecklades 26 maj 2007. Den dagen då bandet avvecklades hade de en spelning en bit utanför Göteborg. Bandets namn kommer från örlogsfartyget U.S.S Titania (AKA-13) som användes under andra världskriget. Titania har även gjort covers på andra bands låtar.
Bandet har även släppt låtar om FRA-lagen.

## Skivor
- Vägen tillbaka
- Berserker 2 -  - (Samling, medverkar med två låtar)
- When The Teddies Had Enought
- 2006, Black Blac'n'Roll - (Debutplattan, utgiven 2006 av polska Strong Survive Records)
- 2007, We are here to create our own fate Splitskivan med Titania / Antisystem
- 2007, Angriff/Tears Of God/Titania - Nordic Wrath